# Weltraumzeitalter

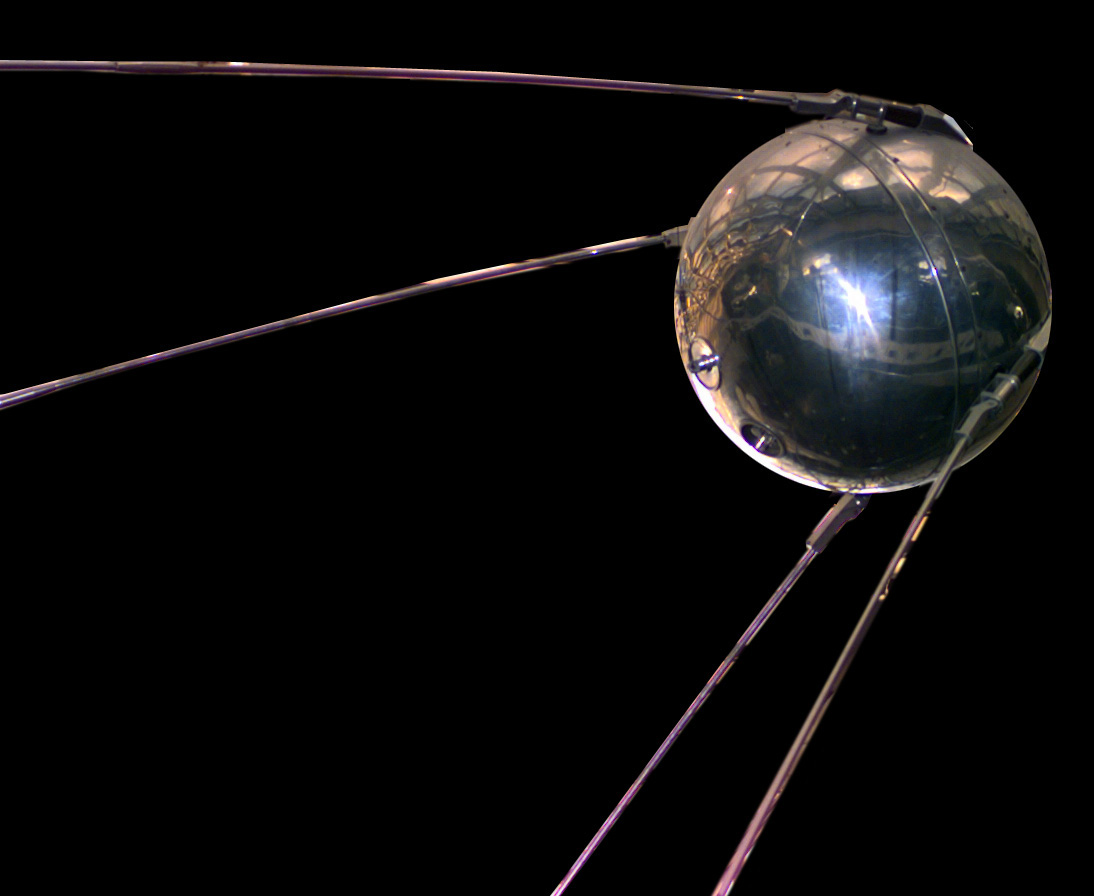
Nachbildung von Sputnik 1

Weltraumzeitalter bezeichnet die Epoche, in der der Mensch Zugang zum Weltraum erlangt hat und Raumfahrttechnik kulturell politisch sowie wirtschaftlich prägend wurde. Der Start von Sputnik 1 am 4. Oktober 1957 markiert den Beginn dieser neuen Entwicklungsphase.

## Vorgeschichte und technologische Voraussetzungen
Bereits Jahrzehnte vor Sputnik legten Pioniere wie Konstantin Ziolkowski und Hermann Oberth die theoretischen Grundlagen der Raketentechnik. Die V2 Rakete des Zweiten Weltkriegs bildete später die Grundlage für die sowjetischen und amerikanischen Raumfahrtprogramme.

## Anfänge

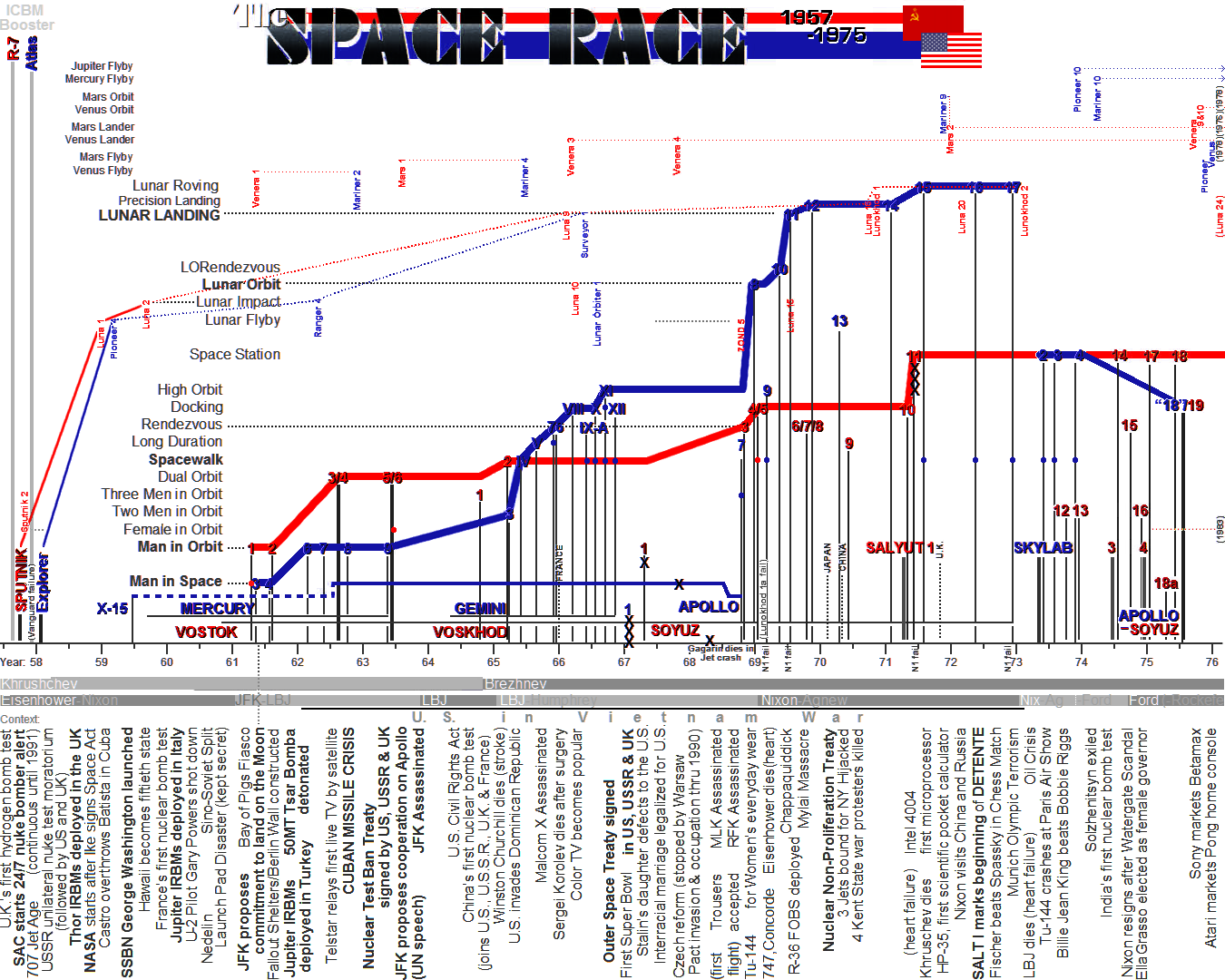
Russische und US-amerikanische Raumfahrtmissionen 1957–1975

Die Raumfahrt begann am 20. Juni 1944, als die A4 als das erste von Menschen konstruierte Objekt die Grenze zum Weltraum – nach Definition der Fédération Aéronautique Internationale mehr als 100 km Höhe – durchstieß. Raketen dieses Typs wurden nach dem Zweiten Weltkrieg in die USA und Sowjetunion gebracht und dort unabhängig voneinander weiterentwickelt, wodurch der Wettlauf ins All begann. Am 4. Oktober 1957 wurde der Start von Sputnik 1 mit einer R-7 durch die Sowjetunion möglich. Dies war der weltweit erste künstliche Satellit, der sich um die Erde in einer Umlaufbahn bewegte. Für eine Umrundung benötigte er 98,1 Minuten; er wog 83 kg. Der Start von Sputnik 1 führte in eine neue Ära der Politik, Wissenschaft und technologischen Errungenschaften.
Das Weltraumzeitalter war durch rapide Entwicklungen neuer Technologien in einem Kopf-an-Kopf-Rennen der USA und der Sowjetunion geprägt. Weitere Nationen, bspw. China trieben unabhängig hiervon ihre eigenen Programme voran. Im Bereich der Raketen-, Material- und Computerwissenschaften sowie vielen anderen wurden enorme Fortschritte erzielt, wobei sich viele der ursprünglich für Weltraumoperationen entwickelten Technologien heute in alltäglichen Gegenständen wiederfinden lassen und diverse neue Verwendungszwecke haben.
Die Raumfahrt erreichte einen vorläufigen Höhepunkt mit dem Apollo-Programm, das die Aufmerksamkeit eines Großteils der Weltbevölkerung auf sich zog. Die Landung von Apollo 11 wurde von über 500 Millionen Menschen auf der ganzen Welt gesehen und ist weithin als einer der definierenden Momente des 20. Jahrhunderts anerkannt. Seitdem hat sich das öffentliche Interesse weitgehend in andere Bereiche verlagert.
Während der 1990er Jahre stagnierten die Ausgaben für Raumfahrtrogramme, als die verbliebenen Strukturen der Sowjetunion zerfielen und die NASA keinen direkten Konkurrenten mehr hatte. Internationale Kooperationen wurden gegründet und erreichten mit dem Baubeginn der Internationalen Raumstation (ISS) 1998 ihren letzten Meilenstein des ausgehenden 20. Jahrhunderts.
Seitdem traten auch vermehrt kommerzielle Unternehmen in die Teilnahme an Raumfahrtunternehmungen ein.

## Der Wettlauf ins All
Mit Sputnik 1 begann das Zeitalter der Raumfahrt. Im Januar 1958 folgte der US Satellit Explorer 1, 1961 flog Juri Gagarin als erster Mensch ins All und 1969 setzte Neil Armstrong den Fuß auf den Mond. Langfristige Missionen wie die Raumstationen Saljut und Mir prägten die weitere Entwicklung.

## Völkerrechtliche Grundlagen
Der Weltraumvertrag von 1967 bildet das Fundament des internationalen Raumfahrtrechts. Er garantiert die Nutzung des Weltraums für alle Staaten und verbietet staatliche Hoheitsansprüche außerhalb der Erde. Weitere Verträge regeln Haftung Rückführung und Registrierungspflichten.

## Kommerzialisierung und neue Akteure
Seit den 2000er Jahren prägen Unternehmen wie SpaceX Blue Origin und Virgin Galactic die Raumfahrt neu. Im Juni 2025 umkreisten über 7800 Starlink Satelliten die Erde, mit dem Ziel 40000 zu erreichen. Am 25. Juni 2025 kündigte die EU regulatorische Neuerungen für den orbitalen Raum an. Chinas Raumfahrtprogramme wachsen rasch, ebenso wie jene Indiens und der Vereinigten Arabischen Emirate.

## Aktuell
Zu Beginn des 21. Jahrhunderts wurde der Ansari X-Prize Wettbewerb ausgeschrieben, welcher privaten Raumfahrtunternehmen den Start erleichtern sollte und 2004 von Space Ship One gewonnen wurde. Damit ist das Space Ship One das erste Raumschiff, das nicht von einer Regierung finanziert wurde.
Heute haben viele Länder eigene Raumfahrtprogramme, die von eigenen Startmöglichkeiten bis zur Zusammenarbeit mit anderen Ländern reichen. Weitere Nationen planen zukünftige bemannte Missionen. Zudem befinden sich diverse Satelliten, die der kommerziellen oder wissenschaftlichen Nutzung dienen, im Orbit.

## Orbitalstatistik und Weltraummüll
Ende Mai 2025 befanden sich rund 11.700 aktive Satelliten im Orbit. Der Gesamtbestand einschließlich inaktiver Objekte lag bei rund 14.900. ESA und UNOOSA warnen vor über 40000 katalogisierten Objekten inklusive Trümmerteilen und verwaister Satelliten.

## Ausblick und Herausforderungen
Zukunftsvisionen umfassen Weltraumbergbau, Quantenkommunikation über Satellit und dauerhafte Mondstationen. Die EU arbeitet an einem Space Act, der Nachhaltigkeit, Cybersicherheit und orbitales Umweltrecht festschreiben soll.
Ein globaler Ausfall des Starlink Netzwerks am 24. Juli 2025 legte Kommunikationssysteme für mehrere Stunden lahm, auch an der ukrainischen Front.

## Wissenschaft Kultur Gesellschaft
Raumfahrt inspirierte Architektur, Design, Mode, Literatur und Film. Der Space Age Stil der 1960er Jahre beeinflusste Alltagsästhetik und Zukunftsvorstellungen. Werke wie Kubricks 2001: Odyssee im Weltraum, Asimovs Foundation-Zyklus oder Serien wie For All Mankind reflektieren kulturelle Dimensionen technologischen Aufbruchs.